# Giappone ai VI Giochi olimpici invernali
Il Giappone partecipò ai VI Giochi olimpici invernali, svoltisi a Oslo, Norvegia, dal 14 al 25 febbraio 1952, con una delegazione di 13 atleti impegnati in cinque discipline.